# Карішма Каркі
Карішма Каркі (1 січня 1993) — непальська плавчиня.
Учасниця Олімпійських Ігор 2008 року.